# Thalassodes umbrimedia
Thalassodes umbrimedia är en fjärilsart som beskrevs av W. Warren 1903. Thalassodes umbrimedia ingår i släktet Thalassodes och familjen mätare. Inga underarter finns listade i Catalogue of Life.